# Rock costaricain
Le rock costaricain, ou rock costaricien (espagnol : rock costarricense ou rock de Costa Rica), est le terme utilisé pour désigner le rock au Costa Rica.

## Histoire
Comme pour de nombreux autres pays d'Amérique latine, le rock émerge dès les années 1960 au Costa Rica.
Dans les années 1980 émerge une continuation d'un rock qui avait déjà de fortes racines avec des musiciens purement nationaux, et avec une production originale très bien instrumentée, cette continuation a été donnée avec des groupes qui ont atteint un certain degré de succès, comme Giros D, Shénuk, Café con Leche, Modelo para Armar, Hormigas en la Pared, et Inconsciente Colectivo. Ciclos D est un groupe dans lequel José Capmany a joué avant de commencer sa carrière solo, et qu'il a formé avec Fernando Castro, Jorge Molina et Francisco Pujol, qui formeront le groupe de heavy metal ACERO.
D'importants groupes de la scène se séparent en même temps dans les années 1990, comme c'est le cas de Modelo para Armar, peu après la sortie de leur premier et unique album en 1990. Bernal Villegas et Gonzalo de Trejo, tous deux membres de ce groupe, décident de former 50 al Norte peu de temps après, mais le groupe se sépare également au milieu de cette décennie. Bien qu'ils n'aient pas eu une longue carrière, les deux groupes sont emblématiques de le rock costaricain. 
Au milieu et à la fin des années 1990, le rock costaricain connait peut-être son plus haut niveau de popularité dans le pays et dans le reste de l'Amérique centrale. Différents groupes atteignent des objectifs importants, comme El Parque, qui réussit à atteindre MTV Amérique latine avec le clip de Cuantas noches, un single inclus dans 0MA, une production qui connait un grand succès localement et en Amérique centrale ; le groupe Inconsciente Colectivo, pour sa part, connait son plus grand succès et sa plus grande popularité à la fin de cette décennie grâce à Pastillas antidepresivas, religiones y demás... para el alma, un album sorti en 1998, à tel point que le groupe réussit à obtenir une rotation régulière sur différentes stations de radio d'Amérique centrale et sur Telefé en Argentine.
Gandhi connait un succès immédiat avec son premier album, intitulé En el jardín del corazón en 1997, atteignant le sommet des ventes et des diffusions radio dans le pays. Un autre groupe clé qui émerge à cette époque est Evolución.
Dans la première moitié des années 2020, 40 albums de heavy metal costaricain sont publiés. En 2024, Wila Fest sort un EP comprenant deux classiques du rock costaricain : Satin funky de Stop et Bip biri bop de La Nueva P.